# Johann Friedrich Kehrn
Johann Friedrich Kehrn, auch Johann Friedrich Khern, (* 1663; † 1732) war Ständearzt in Wardein und Mitglied der Gelehrtenakademie „Leopoldina“.
Johann Friedrich Kehrn war Physicus und Ständearzt der Stadt Gratz und des Herzogtums Steiermark, Mitglied der medicinischen Fakultät Wien und schließlich Physicus zu Wardein (Varaždin) in Croatien.
Am 24. Juli 1693 wurde Johann Friedrich Kehrn mit dem Beinamen SETHUS I. als Mitglied (Matrikel-Nr. 200) in die Leopoldina aufgenommen.

## Publikation
- Flores medicinae practicae quorum veritatem conabitur Ioannes Fridericus Khern, AA. LL. et philosophiae magister, in aedibus Patianis, mense Julio die XXIX. hora XXI. Sub auspiciis Styriacis.